# Simone Kermes
Simone Kermes (Leipzig; 17 de mayo de 1965) es una soprano de coloratura alemana. Es famosa por su virtuosismo y repertorio barroco como Händel y Vivaldi.

## Biografía
Nació en Leipzig, Alemania y estudió con Helga Forner en la Escuela superior de música y teatro "Felix Mendelssohn" (Leipzig), donde también tuvo clases magistrales con Elisabeth Schwarzkopf y Dietrich Fischer-Dieskau. En 1993 ganó el Concurso Felix Mendelssohn Bartholdy en Berlín, y tres años después gana el Concurso Internacional Johann Sebastian Bach en su ciudad natal.
Ha participado en una serie de festivales y ha actuado en importantísimos teatros como Brooklyn Academy of Music de New York, el Théâtre des Champs-Élysées de París, el Staatsoper de Stuttgart, la Ópera de Bonn, el Festspielhaus Baden-Baden, el Festival Schwetzingen, el Festival de Schleswig-Holstein, el Rheingau Musik Festival, Festa de musica Lisbona, el Ruhr Triennale arts festival, Triennale di Colonia, Figures Sacrées Paris, Autumn of Praga, Festival Bach de Leipzig y Resonanzen de Viena.
Ha personificado varios papeles donde destacan Rosalinde en El murciélago, Fiordiligi en Così fan tutte, Donna Anna en Don Giovanni, y el papel principal en Euridice.